# USB inalámbrico

El logotipo de Certificado para USB inalámbrico

El USB inalámbrico (Wireless Universal Serial Bus (WUSB) en inglés) es una conexión eficaz de alta velocidad sin cables basada en la tecnología de conexión USB para PC.

## Aplicaciones
Con el creciente uso de los medios digitales en los ordenadores personales y entornos de comunicación móvil, se necesita un estándar de comunicación común para soportar una convergencia de entornos WUSB, capaz de soportarlos todos. El objetivo es garantizar una alta calidad de servicio para las aplicaciones como pueden ser la difusión y retransmisión de vídeo SDTV/DVD con un consumo entre 3 y 7 Mbps o HDTV entre 19 y 24 Mbps. El WUSB podrá administrar varios flujos de HDTV. Otros dispositivos comunes como mandos, impresoras, escáneres, cámaras, reproductor multimedia portátil, discos duros, USB, etc. Estos dispositivos funcionaran de la misma forma que si lo hicieran con un USB cableado.

## Promotores de WUSB
Este grupo es compuesto por siete empresas líderes: Agere Systems, HP, Intel, Microsoft Corporation, NEC, Philips Semiconductors and Samsung Electronics.
Este grupo definió las especificaciones de WUSB con un velocidad de transferencia de 480Mbps pero solo hasta 3 metros a partir de ahí se bajara a 110Mbps. Esta especificación mantiene la misma arquitectura del USB cableado 802.11n, esto facilitara la migración, puede trabajar en las frecuencias de 3.1 GHz hasta 10.6 GHz.

## Topología WUSB
En esta topología los hosts inician todo el tráfico de dato entre los dispositivos conectados distribuyendo time slots y data bandwidth para cada dispositivo conectado, esta relación es referido como cluster. Las conexiones son punto a punto y dirigido entre el WUSB host y los dispositivos WUSB.
El WUSB host puede conectar lógicamente a un máximo de 127 dispositivos.

## Sistema de Administración de Energía
La vida de la batería es un requerimiento importante que se tomó en cuenta para WUSB, la duración de las baterías con las tecnologías actuales y los usos comunes pueden durar de 2 a 5 días.

## Seguridad y asociación de dispositivo
La seguridad de WUSB asegurará el mismo  nivel de la seguridad como USB cableado. La seguridad de nivel de conexión  entre dispositivos asegurará que el dispositivo apropiado es asociado y autentificado antes de que la operación entre el dispositivo  sea permitida. El más alto nivel de seguridad que involucra el cifrado, debe ser implementado en el nivel de aplicación. 
Uno de los objetivos principales cuando se implementa una interconexión inalámbrica es fácil de instalar y usar.
Las conexiones inalámbricas, por otro lado, debido a las características ambientales, pueden establecer rutas de conexión que no son obvias. A decir verdad, no puede ser obvio cuando un dispositivo es conectado. 
Así que dispositivos WUSB instalados por primera vez deben automáticamente instalar sus controladores, características de seguridad y así con sistemas con los que pueden interactuar. Los dispositivos WUSB son compstibles con la tecnología «Enchufar y usar».